# Juzo Takaoka
 (mars 2020).
Pour les articles homonymes, voir Takaoka.
Juzo Takaoka (高岡 重蔵, Takaoka Jūzō, 18 janvier 1921 - 15 septembre 2017) est un imprimeur japonais, spécialiste de la typographie occidentale. Il était conseiller à la Kazui Press Limited, une imprimerie à Tokyo et un Fellow de la Royal Society of Arts,.

## Biographie
Juzo Takaoka est né à Tokyo en 1921. Son père était un relieur traditionnel. Ne se souciant pas beaucoup de l'argent, son père était toujours pauvre, comme la plupart des artisans de l'époque. Il a prêté peu d'attention à l'éducation de son fils.
Après avoir terminé l'école primaire, Takaoka a été envoyé par son père comme apprenti dans une imprimerie. Il a souvent été maltraité par ses aînés dans les deux premières imprimeries dans lesquelles il a été amené à travaille. Ils lui faisaient disposer des caractères mobiles latins dans leurs casses après l' impression. Ils ne savaient pas lire l'alphabet et la distribution des caractères mobiles leur était fastidieuse. Takaoka ne savait pas non plus lire l'alphabet, mais la tâche s'est avérée être une bénédiction pour lui. Il s'est vite rendu compte de l'avantage de la manipulation de l'alphabet latin. En effet, il ne compte essentiellement que 26 caractères alors que le japonais en a des milliers. Takaoka développe alors une fascination pour les polices occidentales.
En 1937, Takaoka lit l'article de magazine qui devait changer sa vie. Il porte sur la mauvaise qualité de la typographie occidentale au Japon et a été écrit par Yoshimitsu Inouye (également connu sous le nom de Kazui Inouye), le futur professeur et mentor de Takaoka. Inouye, un amoureux de l'impression typographique occidentale, a travaillé à Londres entre 1934 et 1939 en tant que représentant de la grande compagnie maritime japonaise Nippon Yusen. À l'étranger, il a développé une expertise en typographie occidentale et a acquis une petite presse typographique et des caractères mobiles, assez pour devenir un imprimeur amateur,. L'article qu'Inouye publie en janvier 1937 dans le magazine Insatsu Zasshi a un fort impact sur les imprimeurs et compositeurs japonais de l'époque, les inspirant à former le Groupe d'étude sur la typographie occidentale afin qu'ils puissent apprendre directement d'Inouye. Takaoka a rejoint ce groupe et en était le plus jeune membre. Le 17 février 1940, le Groupe d'étude tient sa première réunion,.
Passionné par les conférences d'Inouye, Takaoka voulait désespérément devenir l'apprenti d'Inouye. Il s'est constamment rendu à son domicile avec des échantillons de travail en main pour demander sa permission. Bien qu'il ait été à plusieurs reprises refoulé, Takaoka a finalement été accepté comme disciple d'Inouye en 1940 par l'intermédiaire de Kimiko, l'épouse d'Inouye. Il était le seul membre du Groupe d'étude à être accepté comme apprenti,,.
Avec de grandes aspirations, Takaoka a commencé à aller à Kazui Press, la presse privée d'Inouye installée à son domicile à Harajuku. Malgré l'enchaînement des visites de Takaoka à son domicile, Inouye ne touche mot de la typographie. Au lieu de cela, il parle des villes anglaises et des habitants de Londres. Un jour, Takaoka a gentiment demandé à Inouye de lui donner des instructions pratiques sur la typographie. Inouye lui répond alors d'un air réprobatif : « L'instruction a déjà commencé ! Comment ne le sentez-vous pas ? Je vous parle des personnes qui liront les imprimés que vous réalisez en caractères latins. Sans comprendre leur mode de vie et leur culture, vous ne pourrez pas répondre à leurs besoins ». Ces paroles d'Inouye ont façonné la démarche typographique de Takaoka. Sous la tutelle d'Inouye, Takaoka maîtrisa les principes et la philosophie de la typographie occidentale et devint un imprimeur-typographe expert aussi bien qu'un parfait gentleman bien en cour,.
Pendant sa période d'apprentissage, Takaoka se rendait sur son temps libre à la librairie Maruzen (de)(la plus prestigieuse de l'époque) pour chercher des livres sur la typographie occidentale. Sa mauvaise tenue dénotait parmi la clientèle bien vêtue de la librairie. Mais le directeur de Maruzen appréciait le véritable enthousiasme de Takaoka pour la typographie occidentale et mettait souvent des livres de côté pour lui et parfois même il les lui offrait.
En 1941, alors que la Seconde Guerre mondiale éclate, Inouye et Takaoka sont invités à coopérer à la production du magazine de propagande de guerre japonais Front publié par Tōhōsha, un éditeur sous le contrôle direct de l'armée impériale japonaise,.
Évidemment inspiré par le magazine américain Life, Front était réputé pour son excellence dans le design. L'équipe de production était composée des personnes les plus talentueuses du Japon de l'époque, notamment Hiromu Hara et Ihei Kimura, qui sont devenus respectivement le premier designer et le premier photographe du pays.
Les nombreuses polices de caractères occidentales qu'Inouye a collectées lors de son affectation à Londres ont été conservées chez Kazui Press, mais toutes ont été détruites pendant la guerre. Inouye décide après-guerre de reconstruire son imprimerie et il confie une grande partie du projet à Takaoka. Takaoka quitte donc son travail chez Hosokawa Printing Co., Ltd., à Ginza, et créé une nouvelle imprimerie pour Inouye. En 1948, grâce au financement d'Inouye, la presse Kazui est rouverte à Kanda-Kajicho à Tokyo. Occupé avec son emploi principal dans la compagnie maritime, Inouye confie une quantité croissante de travail à Takaoka, et la Kazui Press a commence à accepter davantage de travaux d'impression commerciale. Aidé par les contacts d'Inouye ainsi que par les grosses commandes du GHQ, les affaires de Takaoka prospèrent.

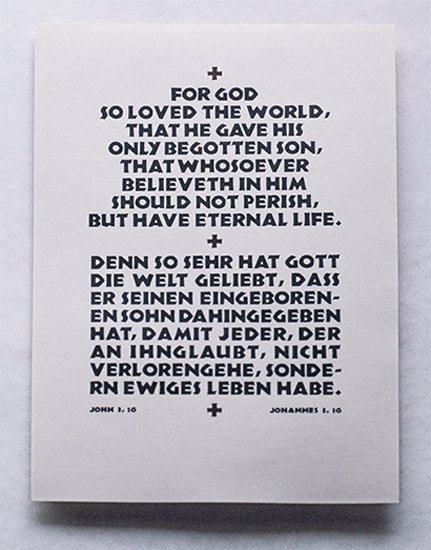
Un exemple du travail de typographie de Juzo Takaoka, Ars Typographica 1.

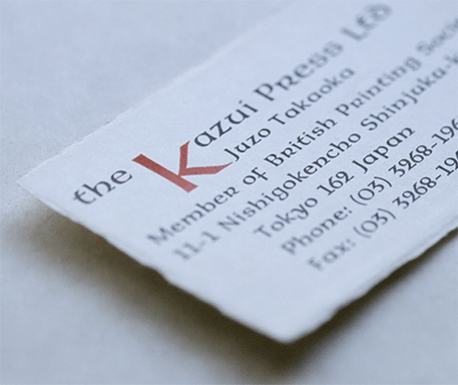
La carte de visite de Juzo Takaoka dans la police American Uncial.

En 1956, à la mort d'Inouye, Takaoka a repris l'imprimerie et en a fait une société anonyme appelée Kazui Press Limited. La réputation de Takaoka en tant qu'imprimeur typographique était bien établie à ce moment-là.
En 1964, il est choisi pour imprimer les certificats des médaillés olympiques de Tokyo en 1964.
Sans Inouye, cependant, Takaoka était de plus en plus incertain de ses compétences. Il n'était jamais allé au Royaume-Uni ni dans aucune autre partie de l'Europe. Afin de se tenir au courant des dernières tendances de la typographie occidentale et de maintenir son statut unique au Japon, il rejoint la British Printing Society (BPS) en 1965. Ses spécimens imprimés font forte impression sur les membres du BPS, notamment Kenneth Hardacre de Kit-Cat Press, John Easson de Quarto Press, et Paul Peter Piech de Taurus Press, tous devenus ses amis par la suite,.
En 1970, Takaoka fait son premier voyage à l'étranger pour rencontrer des membres du BPS à Londres, apportant avec lui son dernier travail de typographie, Ars Typographica 1, et sa carte de visite, qui se trouvait être écrite en American Uncial. Il a ensuite voyagé à Francfort, pour visiter la fonderie D. Stempel AG pour acheter la police Optima conçue par Hermann Zapf. Après son retour d'Europe, Takaoka reçoit une lettre de Stempel disant que Zapf était très impressionné par son travail et aimerait le rencontrer lors de sa prochaine visite en Allemagne. En 1972, Takaoka et Eiichi Kono se sont rendus en Allemagne avec un groupe d'imprimeurs japonais pour visiter le salon Drupa, la plus salon des industries graphiques au monde. Pendant leur séjour, Takaoka rencontre Zapf pour la première fois et les deux hommes se lient d'amitié,.

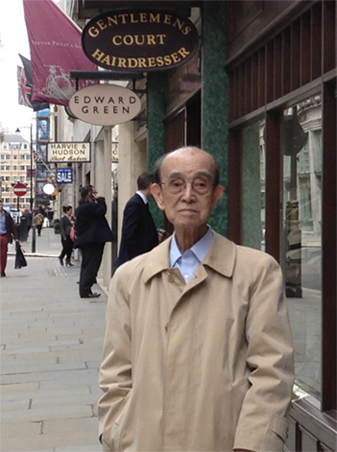
Un instantané de Juzo Takaoka pris lors de sa visite à Londres en 2013

Takaoka s'est rendu fréquemment au Royaume-Uni et dans d'autres pays d'Europe pour obtenir de nouveaux caractères et pour approfondir ses liens avec les concepteurs de caractères, les typographes et les imprimeurs. Il a eu une longue amitié avec Susan Shaw, fondatrice des Type Archive (anciennement, Type Museum) à Londres et James Mosley (en), ancien bibliothécaire à la St Bride Library (en) à Londres.
Takaoka a reçu le Overseas Award en 1975 et 1984 et le Print of the Year Award ’89 en 1990 par BPS.
En 1995, Takaoka est devenu conseiller de la Kazui Press et son fils, Masao, en a pris la présidence. La même année, Takaoka reçoit le titre de Fellow de la Royal Society of Arts.
De 1998 à 2002, Takaoka a été conseiller auprès de Printing House, un atelier d'impression géré par le musée de l'imprimerie de Tokyo.
Entre le milieu des années 1960 et les années 1980, Takaoka a organisé un atelier de typographie appelé «Friday Salon» tous les vendredis pour un petit nombre de jeunes étudiants, diplômés et imprimeurs amateurs.
Eiichi Kono qui est connu pour sa conception de la police New Johnston pour le métro de Londres et la police Meiryo pour Microsoft, a assisté au Friday Salon, et sa relation de longue date étudiant-enseignant avec Takaoka s'est poursuivie jusqu'à ce jour. Akira Kobayashi, directeur typographique chez Monotype GmbH  a également considéré Takaoka comme son mentor depuis leur première rencontre dans les années 1990. Kono et Kobayashi ont voyagé à plusieurs reprises en Europe avec Takaoka pour visiter des lieux importants de la typographie.
My Study of Letterpress Typography, une collection d'études typographiques de Takaoka créée principalement dans les années 1970, a été publiée en 2013,.
Cette même année, Takaoka a visité le Royaume-Uni à l'invitation du Double Crown Club et a assisté au dîner du Club en tant qu'invité de Kono.

En 2014, Kono a publié un article sur la longue carrière de Takaoka en tant qu'imprimeur typographique pour Matrix 32, publié par Whittington Press. Pour l'article, John Randle de Whittington Press a écrit une introduction dans laquelle il dit :  
 La gamme des travaux et des polices présentés dans Mon étude de la typographie typographique, un grand octavo magnifiquement conçu et imprimé (au Japon), est vraiment extraordinaire. Comment cet homme, à partir des années 1930, a-t-il rassemblé les joyaux des fontes européennes et les a-t-il si bien utilisées qu'elles auraient pu provenir des mains de l'un des meilleurs typographes européens ? Sa liste de polices se lit comme un appel des grands et des bons. . . . Juzo a réalisé tout cela avec peu ou pas de connaissance de l'anglais. Et devenant sans cesse meilleur, il inspire maintenant une autre génération de jeunes typographes japonais. 
 Après avoir pris sa retraite, Takaoka s'est décrit avec humour à ses connaissances et à ses intervieweurs au Japon et à l'étranger, en disant: «J'ai délaissé mon bâton de composition au profit d'un bâton de marche !» 
Il est décédé le 15 septembre 2017, à l'âge de 96 ans à Tokyo.

### Etudes typographiques
Tout en travaillant comme imprimeur commercial, Takaoka a créé plusieurs collections d'études typographiques: 
- Light Up, Won’t You? (1942)
- Ars Typographica 1 (1970, réimprimé in 1972)
- Wandering from Type to Type (1973)
- Wandering from Type to Type · Two (1979)

Ces ouvrages sont inclus dans My Study of Letterpress Typography.

## Livres écrits (en japonais)
- Ōbun katsuji [types latins]. Tokyo: Insatsu Gakkai Shuppanbu, 1948 (première édition), 2001 et 2004 (éditions réimprimées).
- Ōbun katsuji [types latins]. Tokyo: Uyu Shorin, 2010 (nouvelle édition de format).
- Takaoka Jūzō kappan shūsakushū: Mon étude de la typographie typographique . Tokyo: Uyu Shorin, 2013.

## Livres co-écrits et édités (en japonais)
- Ōbun katsuji to taipogurafi [types latins et typographie]. Tokyo: Insatsu Gakkai Shuppanbu, 1966 (co-auteur).
- Inouye, Yoshimitsu et Tarō Shimo. Rōmaji insatsu kenkyū [recherche sur l'alphabet romain]. Tokyo: Dai Nippon Insatsu ICC Honbu, 2000 (co-auteur).
- «Insatsu Zasshi» à sono jidai: jikkyō insatsu no kingendaishi [Le magazine d'impression et son époque: l'histoire actuelle et moderne de l'impression au Japon]. Tokyo: Insatsu Gakkai Shuppanbu, 2008 (rédacteur en chef et commentateur).
- Takaoka, Masao. Ōbun kumihan: kumihan no kiso to manā [ Composition de la langue occidentale: notions de base et styles]. Tokyo: Bijutsu Shuppansha, 2010 (éditeur superviseur).

## Enseignement
Takaoka a également enseigné dans une université d'art et un collège technique, enseignant la typographie à travers des cours sur l'impression typographique.
- Maître de conférences à temps partiel, Musashino Art University Junior College of Art and Design, 1970–90.
- Maître de conférences à temps partiel, Département de design graphique, Nihon Kogakuin College, 1975–90.